# Наговье (деревня)
Наговье — деревня в Торопецком районе Тверской области. Входит в состав Пожинского сельского поселения.

## География
Расположена в 27 км (по автодороге) к северо-востоку от деревни Пожня (50 км к северу от города Торопец) на берегу озера Наговье.

## Климат
Деревня, как и весь район, относится к умеренному поясу северного полушария и находится в области переходного климата от океанического к материковому. Лето с температурным режимом +15...+20 °С (днём +20...+25 °С), зима умеренно-морозная -10...-15 °С; при вторжении арктических воздушных масс до -30...-40 °С.
Среднегодовая скорость ветра  3,5-4,2 метра в секунду.

## История
В конце XIX — начале XX века погост Говье (Наговье) в Холмском уезде Псковской губернии.
В 1997 году деревня Наговье центр Шешуринского сельского округа, 90 хозяйств, 217 жителей, правление кооператива «Борьба», неполная средняя школа, детсад, ДК, библиотека, два магазина, больница. В 2005—2013 годах была центром Шешуринского сельского поселения.

## Население
| 2010 |
| ---- |
| 125  |